# Bischheimer Kultur
Die Bischheimer Kultur ist eine mitteleuropäische Kultur der Jungsteinzeit am Übergang vom Mittel- zum Jungneolithikum, ca. 4400–4200 v. Chr. Sie wurde 1938 von dem Prähistoriker Armin Stroh als Bischheimer Gruppe innerhalb der späten Rössener Kultur beschrieben und ist nach dem Fundort Bischheim bei Kirchheimbolanden (Donnersbergkreis) in Rheinland-Pfalz benannt. Die auf Bischheim folgende Kultur ist die Michelsberger Kultur.
Während der Bischheimer Kultur wurde südlich der Alpen-Donau-Linie bei der Anfertigung von Werkzeugen und Schmuckstücken bereits Kupfer verwendet; an einer Fundstelle der Bischheimer Gruppe in Unterfranken wurden ein kleiner kupferner Meißel und ein Ring aus Kupfer entdeckt.

## Funde
In den Jahren von 1997 bis 2001 wurden Siedlungsreste der Bischheimer Kultur bei archäologischen Untersuchungen im Vorfeld eines geplanten Braunkohletagebaus nahe dem Dorf Garzweiler entdeckt. Der Braunkohletagebau Garzweiler ist ein Tagebau der RWE Power AG im rheinischen Braunkohlerevier in der Stadt Jüchen in Nordrhein-Westfalen (Rhein-Kreis Neuss). Die Ausgrabungen des Rheinischen Amtes für Bodendenkmalpflege fanden südlich des Ortsteils Garzweiler statt. Dabei wurden Pfostenlöcher entdeckt, die die Grundrisse von drei Häusern beschreiben. Außerdem wurden zahlreiche Abfallgruben gefunden, aus denen Keramik, Feuersteingeräte und Mahlsteinfragmente geborgen wurden. Diese Untersuchungen gaben Aufschluss über den Hausbau, die Silexindustrie und die Keramikproduktion. Die Bischheimer Kultur war bis dahin aus dem nördlichen Rheinland kaum bekannt.
Bodenproben aus den Pfostenstandspuren der Häuser und auffällige holzkohlehaltige Schichten der Abfallgruben wurden untersucht, um aus den Resten verkohlten pflanzlichen Materials wie Früchten und Samen Rückschlüsse auf die damaligen Ernährungsgewohnheiten und die angebauten Getreidesorten ziehen zu können. Laut Unterlagen wurden vorwiegend verschiedene Weizenarten gefunden. Zahlreich fand man aber auch Sammelpflanzen, wie Haselnüsse und Ähnliches. Kaum gefunden wurden andere Anbaupflanzen, wie Mohn oder Hülsenfrüchte wie Erbsen und Linsen.
Das Hauptaugenmerk solcher vegetationskundlicher Untersuchungen von Siedlungsplätzen liegt auf Anbaumethoden, Ernteverfahren sowie der Zusammensetzung und Veränderung der Artenvielfalt. Die Entwicklung des Ackerbaus ist für die jungsteinzeitlichen Gesellschaften nach der Neolithischen Revolution von grundlegender Bedeutung. Die Pollenanalyse kann Aufschluss über Rodungen und klimatische Veränderungen geben. Selbst die Zusammensetzung der Unkrautflora ist dabei von Interesse. Es zeigte sich, dass in dieser Phase der Neolithisierung dem Brandfeldbau eine besondere Rolle bei der Erschließung der Ackerbaustandorte und damit bei der Ausweitung der Landwirtschaft zukam. Die Funde am Rand des Garzweiler Tagebaus geben auch Hinweise auf eine mögliche Änderung der Wirtschaftsweise schon zu Beginn der folgenden Michelsberger Kultur, die sich anhand von Pollenprofilen abzeichnet.